# Андрусенко Галина Борисівна
Гали́на Бори́сівна Андрусенко (нар. 25 жовтня 1937, м. Тростянець, нині Сумської області) — українська філологиня й мистецтвознавиця, член Національної спілки художників України (1994).

## Навчання
1959 року закінчила філологічний факультет Харківського державного університету. Потім ще заочно навчалась на факультеті теорії та історії мистецтв Київського державного художнього інституту, який закінчила 1971 року.

## Трудова діяльність
Г. Андрусенко почала свою трудову діяльність у 1968 році старшим науковим співробітником Сумського художнього музею. Але в цьому ж році перейшла на таку ж посаду до Чугуївського художньо-меморіального музею Іллі Рєпіна. Старшим науковим співробітником пропрацювала з 1968 по 1981 рік. Потім була призначена директором Чугуївського художньо-меморіального музею (1981—1993 рр.) Вона сприяла створенню Чугуївського історико-художнього заповідника імені Іллі Рєпіна.

## Громадська діяльність
Була членкинею організаційного комітету на рівні держави з підготовки та відзначення у серпні 1994 року 150-річчя від дня народження художника Іллі Юхимовича Рєпіна.

## Наукові праці
- Художественно-мемориальный музей И. Е. Репина в Чугуеве. — Х., 1988. (рос.)
- Репинские места Чугуевщины. — Х., 1988. (рос.)